# Andreas Wintschnig
Andreas Wintschnig (* 2. Dezember 1899 in Kalsberg bei Sirnitz; † 2. Februar 1968 in Klagenfurt) war ein österreichischer Politiker.

## Leben
Wintschnig war der uneheliche Sohn der Magd Emma (recte Judith) Wintschnig (* 2. Jänner 1873; † 2. Februar 1950).
Er besuchte die Volksschule in Sirnitz und lebte als Landarbeiter in Ehrenbichl bei Klagenfurt. Später war er Wirtschafter auf dem Gut Schönfeld bei Klagenfurt. Von 1917 bis 1919 war er Teilnehmer am Ersten Weltkrieg und am Kärntner Abwehrkampf.
Wintschnig war Vertreter der Landarbeiter bei der Christlichsozialen Partei, seit 1921 Mitglied des Kärntner Land- und Forstarbeiterbundes und von 1936 bis 1938 Obmann der Kärntner Landarbeiterschaft.
Er war römisch-katholisch und heiratete am 27. Jänner 1930 Elisabeth Reiner (* 11. November 1896; † 8. März 1994). Aus der Ehe gingen drei Söhne und vier Töchter hervor.

## Politik
Im Ständestaat war er vom 19. November 1934 bis zum 11. März 1938 als Vertreter von Land- und Forstwirtschaft Mitglied im Ständischen Kärntner Landtag.